# Carol Gilligan
Carol Gilligan (Nova York, 28 de novembre de 1936) és una filòsofa, psicòloga, feminista i catedràtica d'Humanitats i Psicologia Aplicada de la Universitat de Nova York, coneguda principalment per la seva investigació en el desenvolupament moral de les dones.

## Vida
Va néixer el 28 de novembre de 1936 a Nova York, filla de l'advocat William E. Friedman i la professora Mabel (Caminez) Friedman. De petita va estudiar llenguatge i música. A Swarthmore, va estudiar literatura anglesa i es va graduar amb màxims honors el 1958. Va ingressar al Radcliffe pel seu màster en psicologia clínica i es graduà amb distinció el 1960. Va obtenir el doctorat en psicologia social a Harvard el 1964. Es va involucrar amb les arts, unint-se a un grup de ball modern. També es va fer activa en el moviment dels drets civils. Entre el 1965 i el 1966, va ensenyar psicologia a la Universitat de Chicago, on s'uní a l'altra facultat júnior per protestar contra la Guerra a Vietnam. Va ensenyar a Harvard el 1968, treballà amb Erik Erikson i Lawrence Kohlberg, dos dels principals teòrics de la psicologia dominant. Gilligan es va adonar que aproximadament quinze de les vint-i-cinc dones que es van inscriure a la classe de Kohlberg sobre el desenvolupament moral ho van deixar i només cinc de cinquanta homes. Arran d'aquest fet va trobar que les dones de la classe proposaven qüestions difícils de sofriment humà que no podien ser abordades adequadament per les teories morals dels drets abstractes. Va fer un seguiment de les dones que van deixar la classe i les van entrevistar per la seva perspectiva moral. El 1975, va començar a escriure per aclarir aquestes idees per ella mateixa. El seu primer treball en aquesta àrea va ser In a Different Voice—Women's Conceptions of Self and Morality. El va mostrar a alguns estudiants que el van portar a Harvard Educational Review. Després d'un debat, Harvard Educational Review va acordar publicar-lo. El seu primer llibre, que va desencadenar el debat a escala nacional, va ser In a Different Voice: Theory Psychological and Women's Development, publicat el 1982, en què argumentava que els estàndards de maduresa i desenvolupament moral que generalment s'utilitzaven en proves psicològiques no eren aplicables a les dones. Gilligan sostenia que el desenvolupament de les dones s'establia en el context de la cura i les relacions, en lloc d'en el compliment d'un conjunt abstracte de drets o regles. El 2002 va ser nomenada catedràtica d'Humanitats i Psicologia Aplicada a la Universitat de Nova York.

## Obra seleccionada
La idea subjacent en els llibres de Gilligan és que «el patriarcat —la regla jeràrquica dels pares o la llei— tot i ser desafiat per la democràcia —l'ideal d'igualtat en el qual tothom té veu— continua inculcant en tots nosaltres una tràgica narrativa, en la qual l'amor condueix inevitablement a la pèrdua i el plaer s'associa amb la mort.» A continuació es mostra els llibres i alguns capítols seleccionats de l'obra de Carol Gilligan:

### Llibres
- Gilligan, Carol. In a Different Voice: Psychological Theory and Women's Development.  Cambridge, Massachusetts: Universitat Harvard, 1982. ISBN 9780674445444.[9][10]
- Gilligan, Carol. Mapping the moral domain: a contribution of women's thinking to psychological theory and education.  Cambridge, Massachusetts: Universitat Harvard, 1989. ISBN 9780674548312.
- Gilligan, Carol. Making connections: the relational worlds of adolescent girls at Emma Willard School.  Cambridge, Massachusetts: Universitat Harvard, 1990. ISBN 9780674540415.
- Gilligan, Carol; Brown, Lyn M. Meeting at the crossroads: women's psychology and girls' development.  Cambridge, Massachusetts: Universitat Harvard, 1992. ISBN 9780674564640.
- Gilligan, Carol; McLean Taylor, Jill; Sullivan, Amy M. Between voice and silence: women and girls, race and relationships.  Cambridge, Massachusetts: Universitat Harvard, 1997. ISBN 9780674068797.
- Gilligan, Carol. The birth of pleasure.  Nova York: Alfred A. Knopf, 2002. ISBN 9780679440376.
- Gilligan, Carol. Kyra: a novel.  Nova York: Random House, 2008. ISBN 9781400061754.
- Gilligan, Carol; Richards, David A.J.. The deepening darkness: patriarchy, resistance, & democracy's future.  Cambridge, Nova York: Universitat de Cambridge, 2009. ISBN 9780521898980.
- Gilligan, Carol; Gilligan, John. The Scarlet Letter.  Prime Stage Theatre, 2011.

De la novel·la The Scarlet Letter de Nathaniel Hawthorne. Coescrit amb el seu fill Jonathan i produït per Prime Stage Theatre el novembre de 2011.
Fitxa educativa sobre l'obra.
- Gilligan, Carol. Joining the resistance.  Cambridge, Malden (Regne Unit), Massachusetts: Polity Press, 2011. ISBN 9780745651705.
- Gilligan, Carol; Hochschild, Arlie; Tronto, Joan. Contre l'indifférence des privilégiés: à quoi sert le care (en francès).  París: Payot, 2013. ISBN 9782228908771. Details. Arxivat 2017-09-29 a Wayback Machine.

### Capítols de llibres
- Gilligan, Carol. The second wave: a reader in feminist theory.  Nova York: Routledge, 1997, p. 198–215. ISBN 9780415917612. «Woman's place in man's life cycle».

## Premis i reconeixements
- 1984: Nomenada Dona de l'Any per la revista feminista liberal nord-americana Ms.[3]
- 1992: Universitat de Louisville Premi Grawemeyer en Educació.[3][11]
- 1996: Revista Time - un dels 25 nord-americans més influents.[12]
- 1998: IV Premi Anual de Heinz en la Condició Humana.[13]

## Vida privada
Està casada amb James Gilligan. Mare de tres fills i àvia de sis nets. És jueva no practicant.